# Ryan White
Ryan Wayne White (6 de diciembre de 1971-8 de abril de 1990) fue un adolescente originario de Kokomo (Indiana, Estados Unidos), que se convirtió en un referente nacional en su país a causa del Sida  después de ser expulsado de su colegio debido a la infección.
Ryan padecía hemofilia, enfermedad genética caracterizada por la dificultad de la sangre para coagularse adecuadamente, y se contagió de VIH debido a una transfusión contaminada. Se le diagnosticó la enfermedad en 1984 y le pronosticaron solo seis meses de vida. Aunque los médicos indicaron que su enfermedad no suponía un riesgo para otros estudiantes, por aquel entonces las vías de transmisión del sida no estaban claras para el gran público y al tratar de volver a su colegio muchos padres y profesores en Kokomo se manifestaron en contra. Una larga batalla legal contra el colegio y la cobertura de los medios de comunicación, hicieron de White una celebridad y portavoz sobre la investigación del sida y su repercusión en la educación pública. Apareció frecuentemente en los medios de comunicación junto a celebridades como el cantante británico Elton John, el Rey del pop Michael Jackson y el presentador de programas televisivos Phil Donahue. Sorprendiendo a sus médicos, Ryan White vivió cinco años más sobre el tiempo que le fue pronosticado y falleció poco antes de acabar sus estudios de secundaria en abril de 1990.
Antes de la lucha que mantuvo White muchos creían que el sida era una enfermedad que afectaba únicamente a la comunidad homosexual masculina. En el transcurso de la década de 1980 y de 1990 la percepción social de la enfermedad cambió gracias, en parte, a White y otras personalidades relevantes con sida, como el jugador de baloncesto Magic Johnson, los hermanos Ray o Kimberly Bergalis, quienes aparecieron con frecuencia en los medios de comunicación reclamando una mayor investigación sobre el sida y más sensibilización ciudadana. En 1990 el Congreso de Estados Unidos aprobó el mayor avance legislativo contra el sida hasta la fecha, el acta Ryan White CARE, en su honor, poco después de la muerte del joven y fue renovada en 2006; los programas de tratamiento derivados de esta ley son los que mejor cobertura de servicios aportan a los enfermos de sida en Estados Unidos.

## Biografía

### Infancia y enfermedad
Hijo de Jeanne Elaine (Hale) y Hubert Wayne White, Ryan White nació el 6 de diciembre de 1971 en el hospital St. Joseph Memorial de Kokomo, Indiana, Estados Unidos. Los médicos le diagnosticaron seis días después una grave hemofilia, una enfermedad genética hereditaria asociada al cromosoma X que impide la coagulación de la sangre por lo cual la más mínima herida genera graves hemorragias. Para su tratamiento, recibía transfusiones de Factor VIII, un producto sanguíneo creado con sangre donada por no hemofílicos; se trataba del tratamiento más común en aquella época para los pacientes con esta enfermedad.
Gracias al Factor VIII, White se mantuvo sano durante su infancia, pero poco después de su decimotercer cumpleaños, en diciembre de 1984, enfermó gravemente de neumonía y fue llevado al hospital infantil James Whitcomb Riley, en Indianápolis, donde el día 17 el doctor Martin Kleiman le diagnosticó un tipo extraño de neumonía que aparece en pacientes con sida. El virus de inmunodeficiencia humana (VIH) acababa de ser descubierto en 1983. White había sido contagiado durante su tratamiento de Factor VIII procedente de sangre contaminada ya que en los años anteriores a la detección de virus no se habían podido hacer pruebas para detectarlo en las donaciones de sangre. Aproximadamente el 90% de los hemofílicos tratados de la misma forma que Ryan entre 1979 y 1984 fueron contagiados con el VIH. En el momento de su diagnóstico, el número de sus linfocitos CD4+ se había reducido a 25/mL (un individuo sano, sin VIH, tiene alrededor de 1200 linfocitos/mL) y los doctores le pronosticaron solo seis meses de vida.
Después del diagnóstico, White estuvo ingresado en el hospital durante dos meses más y tras pasar un tiempo en casa, le dijo a su madre que quería regresar al colegio para el siguiente curso. Sin embargo, cuando Jeanne consultó en la primavera de 1985 si su hijo podría volver a las clases, el colegio le indicó que no sería posible y que Ryan no podría asistir debido al temor a un posible contagio del sida al resto de alumnos. El 30 de junio de 1985 el superintendente de la sociedad responsable del Colegio Western, James O. Smith, denegó una petición formal solicitando la readmisión de Ryan y se inició así una batalla legal que terminaría ocho meses más tarde.

### Batalla legal con el colegio
Tras conocerse el diagnóstico en el colegio de secundaria Western de Russiaville, 117 padres (de un total de 360 alumnos) y 50 profesores firmaron una petición pidiendo a la dirección del colegio que prohibieran la asistencia de Ryan a las clases. Debido al temor y a la ignorancia sobre el sida que había en esos tiempos, el director y más tarde el consejo escolar lo consintieron. La familia White presentó una demanda para anular la prohibición en el tribunal del distrito de Indianápolis, pero se negaron a atender el caso hasta que se resolvieran todos los recursos del pleito por la vía administrativa.
Las vías de contagio del VIH aún no eran completamente conocidas, el 6 de mayo de 1983 la revista de la Asociación Médica Estadounidense había afirmado que «las evidencias sugieren que el contacto familiar podría transmitir el sida» y la creencia de que la enfermedad podría propagarse fácilmente persistió. No obstante, en febrero de 1986, la revista médica New England Journal of Medicine publicó un estudio en el que 101 personas habían pasado tres meses en estrecho contacto (pero no sexual) con algunos enfermos de sida y habían concluido que el riesgo de infección era «mínimo o inexistente», incluso cuando el contacto había incluido el intercambio de cepillos de dientes, maquinillas de afeitar, ropa, peines, vasos, camas, abrazos y besos.
Así fue como ese mismo mes, un médico del Departamento de Educación examinó a White y se le permitió regresar al colegio, motivo por el cual 151 de los 360 estudiantes que daban clase en él se quedaron en casa. Ante las protestas de los padres, el mismo día un juez firmó una orden por la que White no podía acudir al colegio y ésta se revocaría hasta abril.
En el barrio de la familia White comenzaron a extenderse falsos rumores que acusaban a Ryan de arañar y morder a personas y escupir en las frutas y hortalizas de los supermercados. Su novia rompió con él porque sus padres no le dejaban verle y, en el colegio, los niños insultaban a Andrea, la hermana pequeña de White, y a sus amigos. A pesar de las constantes amenazas que recibía, el chico comenzó un nuevo curso en el colegio. Sin embargo, en mayo de 1987 una bala atravesó la ventana del salón de la familia y decidieron mudarse a Cicero, Indiana, tras terminar el año escolar. Allí éste se matriculó en Colegio de secundaria Hamilton Heights, donde fue recibido sin protestas.

### Figura de resonancia pública
La lucha en los tribunales y las declaraciones de los médicos y de los funcionarios estatales de salud sobre la inexistencia de riesgo de contagio, atrajeron la atención de los medios de comunicación. En un primer momento, Ryan se mostró tímido a la hora de conceder entrevistas a la televisión, pero poco a poco se acostumbró y aprendió a expresarse. Junto con su madre y su hermana, viajó a Nueva York para asistir como invitado a los programas Good Morning America y Today. La publicidad del caso catapultó a Ryan a la fama en su país, en medio de una creciente ola de cobertura sobre el sida en los medios de comunicación que entre 1985 y 1987 duplicaron el número de noticias dedicadas a la enfermedad.

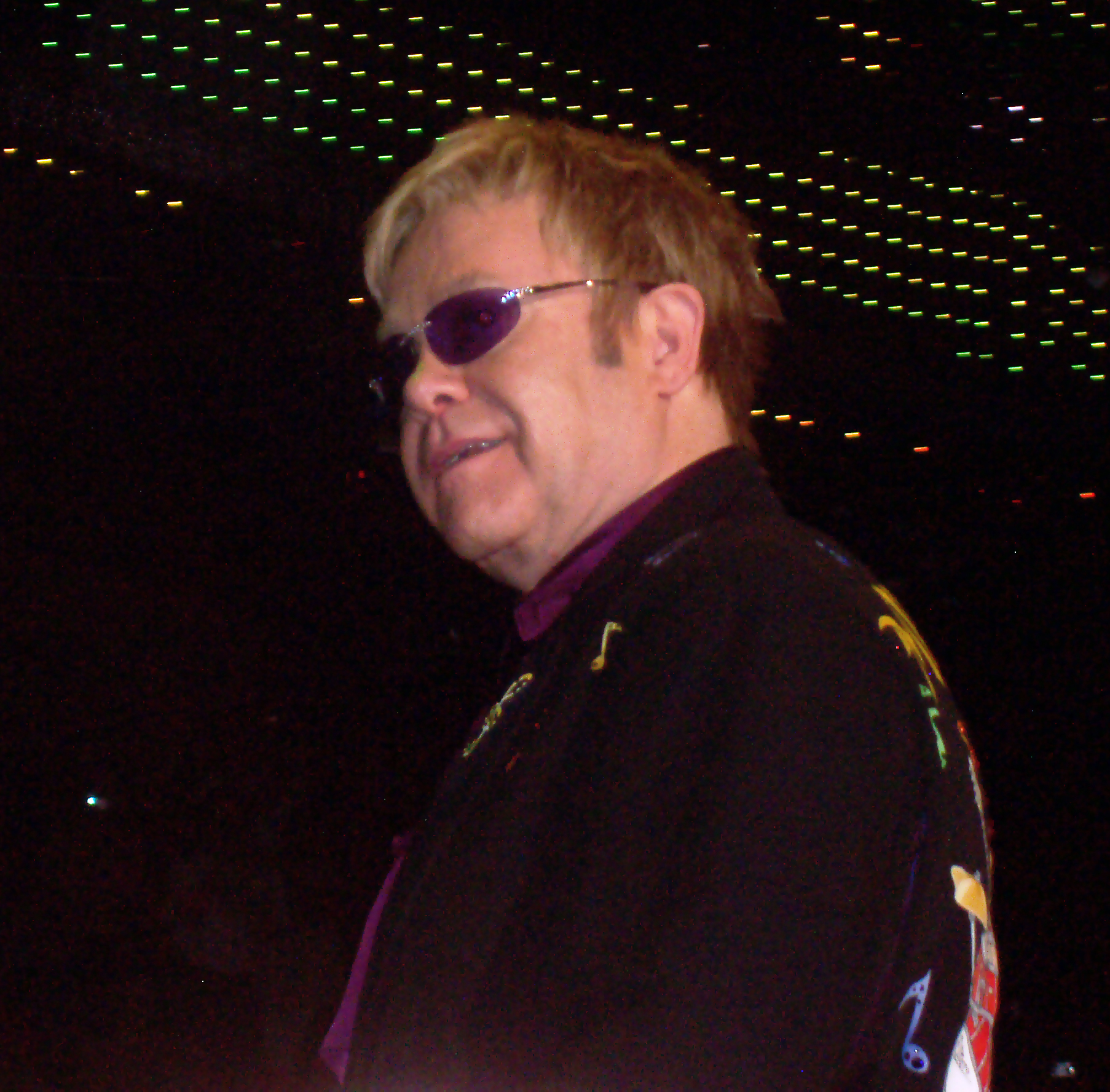
El cantante británico Elton John fue uno de los apoyos de Ryan White en su lucha contra el sida.

White apareció frecuentemente en otros programas de televisión y en periódicos y revistas, siendo portada de The Saturday Evening Post, USA Weekend, LIFE y People. También apareció en carteles de campañas educativas sobre sida y acudió a multitud de actos benéficos para niños infectados por el VIH. Muchas personalidades famosas aparecieron junto a él y continuaron con la lucha que inició para ayudar a evitar la estigmatización social a las personas con sida. El cantante Elton John se hizo buen amigo suyo y ayudó a su familia a comprar una casa en Cicero. White iba a las clases de su nuevo Colegio conduciendo un Ford Mustang descapotable de color rojo, regalo del también cantante Michael Jackson. A pesar de la fama y los regalos, White declaró que le desagradaba ser el centro de atención de los medios de comunicación.
En 1989, la cadena de televisión estadounidense American Broadcasting Company (ABC) emitió la película La historia de Ryan White. Dirigida por John Herzfeld y producida por Linda Otto, está protagonizada por Lukas Haas en el papel de Ryan, Judith Light como Jeanne y Nikki Cox como Andrea. Entre otros personajes, destacaban también Sarah Jessica Parker como una enfermera comprensiva, George Dzundza en el papel de médico de White y George C. Scott como su abogado. El propio Ryan White hizo un pequeño cameo en la película, interpretando a otro paciente con sida. Muchos vecinos de Kokomo sintieron como la película ofrecía una imagen negativa de ellos y su localidad y, tras su emisión por televisión, la oficina del alcalde Robert F. Sargent fue inundada con quejas de todo el condado, aunque en esos momentos él ya no era el alcalde.
Ryan ayudó a cambiar la percepción del sida en gran parte de la sociedad americana, que hasta entonces consideraba que esta enfermedad afectaba exclusivamente a los homosexuales, ya que la enfermedad fue identificada primeramente entre las comunidades gais de Nueva York y San Francisco, eran la mayoría de los primeros afectados en occidente y además se les culpaba de su contagio por los prejuicios a su forma de vida. Por ello al principio de la aparición del sida, los políticos no le prestaron mucho interés. El diagnóstico de White hizo ver a muchos que el sida no era una enfermedad que afectara solo a los homosexuales. Ryan White fue visto por muchos como una «víctima inocente» de la epidemia del sida. Ryan y su familia mostraron su firme rechazo a la denominación de «víctima inocente» ya que esa frase implicaba que los homosexuales eran «culpables» en su contagio del sida. No queriendo marcar ninguna diferencia respecto a su forma de contagio y la de la comunidad gay, ni enjuiciarla de ninguna manera, la madre de Ryan declaró al periódico The New York Times:

Ryan siempre dijo: «Yo soy como cualquier otra persona con sida, no importa cómo lo haya contraído. Y no hubiera vivido tanto si no fuera por la comunidad gay. La gente que conocimos en Nueva York hicieron todo lo posible para que en Indiana conociésemos los últimos tratamientos disponibles. Todavía oigo a madres, hoy en día, que no quieren saber nada de trabajar colaborando con la comunidad homosexual. Mire, si esta colaboración es necesaria para salvar la vida de tu hijo, ya puedes empezar a cambiar tu mentalidad y tu actitud hacia este colectivo.
Jeanne Elaine White (madre de Ryan White)

En la primavera de 1990, la salud de White se deterioraba rápidamente. Tan solo tres días antes de ser hospitalizado, hizo su última aparición pública como anfitrión de una fiesta de los premios Óscar en California, junto al antiguo presidente de los Estados Unidos Ronald Reagan y su esposa Nancy.

### Fallecimiento
El 29 de marzo de 1990, meses antes de su graduación de fin de curso, White fue ingresado de nuevo en el hospital infantil James Whitcomb Riley con una infección respiratoria. Cuando su situación empeoró se le aplicó respiración asistida y sedación, pero finalmente White falleció el 8 de abril de 1990. Más de 1.500 personas asistieron al funeral de White el 11 de abril de ese mismo año, celebrado en la Iglesia Presbiteriana de Indianápolis y emitido en directo por las cadenas de televisión ABC, CBS, CNN y NBC. En honor a White, el presidente George W. Bush plantó un olmo de la Casa Blanca en Indianápolis y la serie The Cosby Show le dedicó un episodio titulado Live and Learn: to Ryan.
White fue enterrado en Cicero, cerca de la casa de su madre. Durante el año siguiente a su muerte, su tumba fue objeto de actos vandálicos en cuatro ocasiones, pero con el paso del tiempo el lugar se convirtió en un santuario para sus admiradores.
Meses después de su muerte, White recibió distintos premios como el premio Norman Vincent Peale al pensamiento positivo en septiembre de 1990, el premio NAACP Image de la televisión nacional en enero del año siguiente y el premio Elmo Zumwalt III al valor en mayo.

## Legado
Ryan White fue un referente para las personas con sida en los Estados Unidos durante la década de 1980 y los primeros años de la década de 1990. Fue además una de las primeras personas que mostraron públicamente su enfermedad, a los que se unirían personajes famosos, como los hermanos Ray, el jugador de baloncesto Magic Johnson o Kimberly Bergalis, para ayudar a cambiar la percepción pública de su enfermedad y a sensibilizar al público de la magnitud de la epidemia.
Tras la muerte de White se realizaron numerosas actividades benéficas. Uno de sus amigos, Jill Steward, se reunió con el asesor de la Universidad de Indiana y acordaron organizar un maratón de baile para continuar con la lucha iniciada por White. Steward, junto con otros doce estudiantes, organizó el evento que fue celebrado el 18 de octubre de 1991 y en el que se realizaron 36 horas de juegos, bailes y otras actividades. Los fondos recaudados, 11.000 dólares, fueron donados al Centro de Enfermedades Infecciosas Ryan White del hospital infantil James Whitcomb Riley. A partir de entonces, el evento se celebra todos los años y lleva recaudados unos seis millones de dólares.
En 1992, la madre de White, Jeanne, creó una fundación a la que bautizó con el nombre de su hijo. Su trabajo se basó en incrementar la concienciación social sobre el VIH y el sida, ofreciendo una ayuda especial a los hemofílicos infectados como White, a los adolescentes cuyos padres estaban enfermos y a las familias que cuidan de sus parientes con sida. La fundación permaneció abierta durante la década de 1990, con donaciones que superaron los 300.000 dólares en 1997. Sin embargo, entre 1997 y 2000, las donaciones a nivel nacional disminuyeron en un 21% y la recaudación bajó a 100.000 dólares al año. En 2000, la madre de White cerró la fundación y fusionó sus activos con AIDS Action, una gran organización benéfica. A pesar de ello, continuó su lucha contra el sida, convirtiéndose en portavoz para el activismo de la enfermedad y aún sigue organizando eventos en la página web dedicado a su hijo, ryanwhitecare.org.

Esta enfermedad no trae gloria a nadie, sólo dolor, tristeza y preocupación. Ryan siempre decía que si desconoces algo, estarás asustado. Así que por lo menos tienes que educarte. Y eso es lo que hago. No desde un punto de vista médico, sino un punto de vista humano. La mejor manera de aprender acerca del sida es a partir de la experiencia humana, no con estadísticas.
Jeanne Elaine White-Ginder (madre de Ryan White).

La muerte de White motivó a Elton John para crear la Fundación Elton John contra el Sida. Además, el cantante donó los ingresos de su canción The last song, incluida dentro de su álbum de estudio The One para el Centro de Enfermedades Infecciosas Ryan White del hospital Riley. White también sirvió de inspiración para otras canciones populares. Michael Jackson le dedicó el tema Gone too soon, del álbum Dangerous, mientras que la cantante de la década de 1980  Tiffany le dedicó Here in my heart, del álbum New Inside.
En noviembre de 2007, el The Children's Museum of Indianapolis inauguró una exposición titulada «The Power of Children: Making a Difference» (‘El poder de la infancia: marcando la diferencia’) y que mostraba una comparación de Ryan White con Anne Frank y Ruby Bridges.

### Acta «Ryan White CARE»

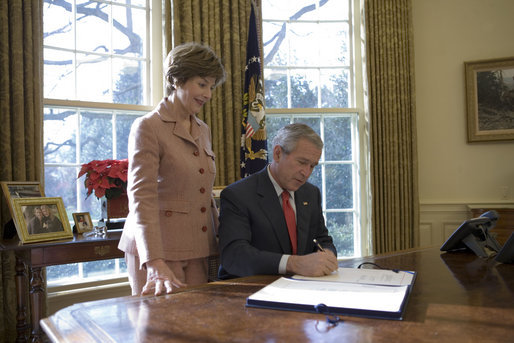
El presidente de los Estados Unidos George W. Bush firma la modernización del acta Ryan White CARE, en el Despacho Oval de la Casa Blanca.

En agosto de 1991, cuatro meses después de la muerte de Ryan White, el Congreso de Estados Unidos promulgó el acta Ryan White CARE (Comprehensive AIDS Resource Emergency, traducido al español como «Recursos globales de emergencia contra el sida»), un programa federal que proporcionó ayuda financiera de emergencia a las comunidades afectadas por la epidemia del sida, dotando de fondos a programas para mejorar la disponibilidad de asistencia a personas con bajos recursos, sin cobertura sanitaria y con una cobertura sanitaria deficiente al enfermo, incluyendo a sus familias.
Los programas de Ryan White siguen la filosofía «pagar como último recurso» y subvencionaban el tratamiento cuando no había otros recursos disponibles. La ley se reformó en 1996, 2000 y 2006 y todavía permanece vigente parte del articulado. El programa proveía de algún tipo de cuidados a alrededor 500.000 personas al año y, en 2004, donó fondos a 2.567 organizaciones. El programa de Ryan White subvencionaba y proporcionaba asistencia a servicios médicos locales y estatales, proporcionando recursos, suministros y programas de formación.